# 鋸方頭魚
鋸方頭魚，又稱鋸馬頭魚，為輻鰭魚綱刺尾鯛目弱棘魚科方頭魚屬的其中一種，分布於澳洲東部海域，棲息深度110-150公尺，體長可達28.5公分，生活在大陸棚及大陸坡，為底棲性魚類，屬肉食性，以魚類、甲殼類、軟體動物等為食。

## 擴展閱讀
維基物種上的相關：鋸方頭魚